# Księga Rogera

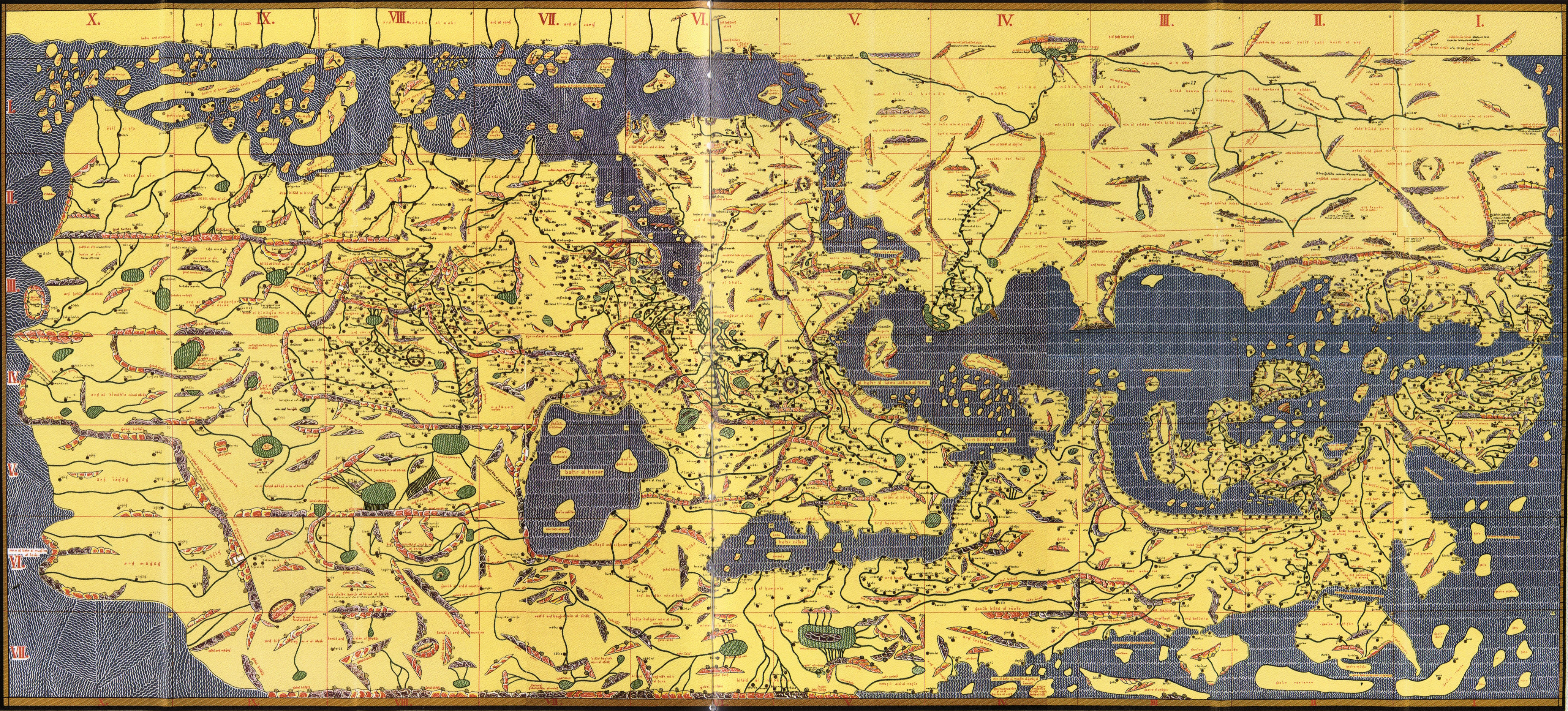
Tabula Rogeriana, namalowana przez Muhammada al-Idrisiego dla Rogera II w 1154.

Współczesna kopia Tabula Rogeriana z kierunkami północ-południe ustawionymi według dzisiejszych zwyczajów.

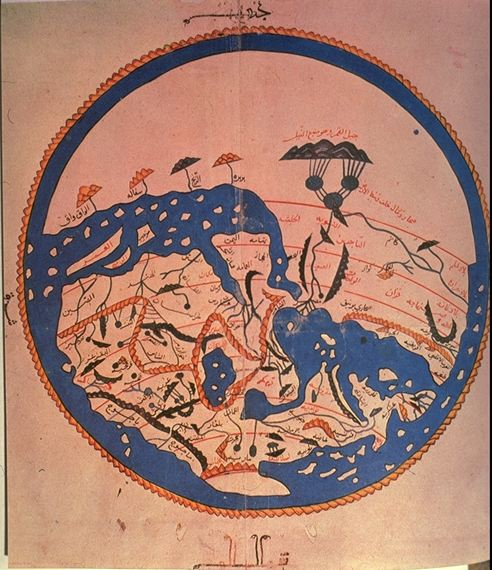
Planisfera Muhammada al-Idrisiego – uwaga: północ jest u dołu mapy

Księga Rogera (Nuzhat al-mushtāq fi'khtirāq al-āfāq, arab.نزهة المشتاق في اختراق الآفاق), „Księga przyjemnych podróży przez nieznane lądy”), znana po łacinie jako Tabula Rogeriana – geograficzny opis świata oraz jego przedstawienie na mapie stworzone przez arabskiego geografa Muhammada al-Idrisiego w roku 1154 dla króla Sycylii Rogera II. Oryginał księgi znajduje się obecnie w Bibliotece Narodowej w Paryżu.

## Historia
Al-Idrisi był arabskim geografem, który znalazł schronienie przed prześladowaniami Fatymidów na dworze normańskiego króla Sycylii Rogera II. Całe swe życie poświęcił zamierzeniu wykonania planisfery (mapy Ziemi w rzucie płaskim), która miała zawierać całą znaną wiedzę o położeniu krajów, rzek, gór, miast i dróg znanego świata. Pracował nad komentarzami oraz ilustracjami do mapy przez 15 lat, zaczynając ją w 1138 roku, a kończąc około roku 1154.
Księga napisana została po arabsku i podzielono ją, zgodnie z systemem ptolemejskim, na siedem stref klimatycznych, z których każda zawiera 10 sekcji. Mapa ukazuje Eurazję oraz Afrykę w rzucie odwróconym (północ jest na dole, a południe na górze). Po jej ukończeniu była przez następne trzy wieki najbardziej dokładną mapą znanego świata. Komentarze do mapy zawierają wiele informacji dotyczących geografii, kultury, polityki oraz ekonomii każdej z sekcji.

## Zawartość dzieła
Aby jak najdokładniej przedstawić znany świat na swojej mapie, al-Idrisi konsultował swoją wiedzę prowadząc rozmowy z doświadczonymi podróżnikami oraz handlarzami przemierzającymi Afrykę, Europę i Azję. Geograf zamieścił w Księdze Rogera również informacje o Polsce, którą nazwał Buluniia (z łac. Polonia – Polska), wymieniając ważniejsze miasta, m.in. Kraków, Gniezno, Wrocław, Sieradz, Łęczycę oraz Santok:

Co się tyczy ziemi B(u)luniia, która jest krajem wiedzy i mędrców rumijskich (ar-Rum), wspomnieliśmy ją już poprzednio. Jest to kraj o pięknej ziemi, urodzajny, obfitujący w źródła i w rzeki, o ciągnących się bez przerwy prowincjach i dużych miastach, bogaty we wsie i domostwa... Posiada on winnice, oliwki i mnogie drzewa różnych gatunków owoców. Do miast jego należą: Ikraku, G(i)nazna, -r(a)t(i)-slaba, S(i)rad(i)ja, N(u)grada, S(i)tnu Wszystkie one są sławnymi stolicami i silnymi centrami, w których zebrane są dostatki rozmaitych krajów. Prócz tego zażywają one szacunku, ponieważ przebywają w nich uczeni wykształceni w dziedzinach nauk i zaznajomieni ze swymi zawodami. Co się tyczy miasta (I)kraku, miasta G(i)nazna i reszty jej (Bulunji) wspomnianych miast, są to miejscowości o blisko siebie stojących budowlach... Ze wszystkich stron otaczają ją góry ciągnące się nieprzerwanie i oddzielające ją od kraju S(a)sun(i)ja (Saksonia), kraju B(u)amija (Bohemia – Czechy) i kraju ar-Rusija (Ruś).